# شهادة معتمدة
الشهادة المعتمدة هي شهادة رسمية مرخصة ومصرح بها من الهيئات التعليمية الرسمية بالدولة المدروس بها (أي الدولة التي حصل الطالب أو الدَارِس منها على الشهادة). والتي تتم من خلال هيئات اعتماد قائمة في كل دولة وتكون مسؤولة عن تنظيم جودة التعليم والحفاظ عليه. وعلى سبيل المثال فهي في المملكة المتحدة تتمثل في هيئة حفظ جودة التعليم Quality Assurance Agency واتحاد المدارس والكليات في المملكة المتحدة Colleges and Schools Organisation.